# بيزنس توداي مصر
بيزنس توداي مصر (بالإنجليزية:  Business Today Egypt)‏ والمعروفة أيضًا باسم BT هي مجلة أعمال إنجليزية تُنشر شهريًا في القاهرة، مصر. وتعتبر مجلة الأعمال المستقلة الوحيدة في مصر، المجلة نماذج مجلات مجلة فورتشن وبلومبيرغ بيزنس ويك.

## تاريخ المجلة
تم إطلاق المجلة في عام 1995، يتم نشره من قبل IBA Media والتي تنشر أيضًا مجلة مصر اليوم، يقع مقر المجلة في القاهرة.
تقدم المجلة الأخبار السياسية والاقتصادية والتجارية، وهي تنشر تصنيف سنوي للشركات تحت اسم BT 100، وتقدم المجلة كل شهر إصدارات خاصة، على سبيل المثال، في يناير «الطفرة الرقمية»، والعقارات في أبريل والتكنولوجيا في أكتوبر.
بلغ توزيع المجلة عام 2013 حوالي 12,000 نسخة.

## الحوادث
في أكتوبر 2013، تم اعتقال نائب مدير التحرير كامبل ماكديرميد أثناء تغطيته للاحتجاجات الشعبية في مصر. وقد أُطلق سراحه بعد اعتقاله لعدة ساعات، وقال إن الشرطة المصرية أمرته بحذف الصور التي التقطها للاحتجاجات.

## روابط خارجية
- الموقع الرسمي